# Адресант

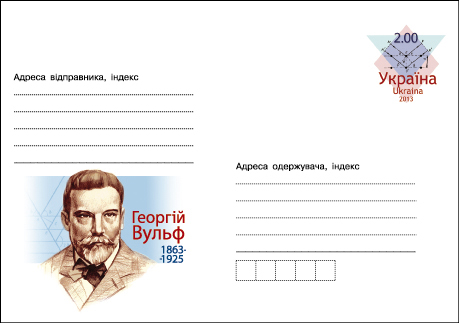
Конверт формату A5. Для запобігання плутанини, поштові терміни франкомовного походження адресант та адресат замінено на відправник та отримувач.

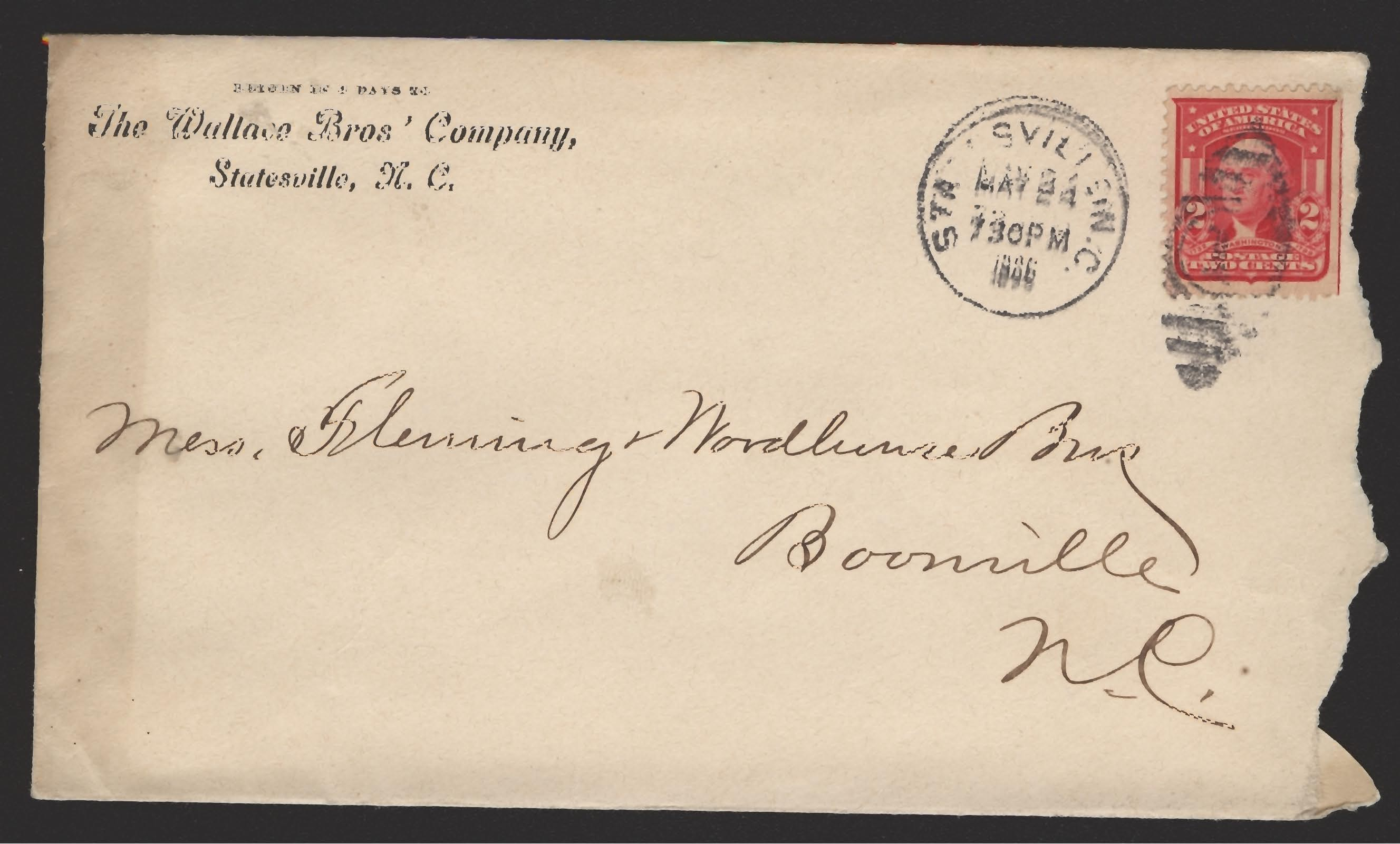
Адреса адресанта надрукована разом з конвертом, у лівому верхньому куті — зворотня адреса.

Адреса́нт (нім. Adressant, від фр. adresser — направляти, посилати) — той, хто адресує, надсилає кому-небудь лист, звернення, вантаж, заяву, тобто, є відправником.
В поштових відправленнях з використанням конвертів та бандеролей, адреса відправника (адресанта) листа вказується зліва вгорі (рідше просто вгорі), а одержувача (адресата) — праворуч внизу.
На фірмових конвертах, де відправлення йдуть масово, адреса адресанта може бути попередньо надрукована разом з конвертом, тоді як адресат може вписуватись, або вноситись індивідуально. Саме поняття адресант може мати більш широкий зміст при вжитку та використовуватись, наприклад, в діловодстві, де в реквізитах звернення чи заяви вказуються послідовно поля адресата та адресанта, чи в логістиці при доставці вантажів, де в правовому полі поняття адресант підміняється юридичним терміном вантажовідправник.

### Дані адресанта
Загальноприйнято, що на конверті без позначок дані про відправника розміщуються ліворуч згори, і мають такі параметри:
- Контактна інформація (ім'я відправника)
- Заголовок (наприклад, підрозділ компанії, з якого надіслано лист)
- Назва компанії
- Точна адреса (одна-дві строчки, включає населений пункт, вулицю, номер будинку, офіс чи квартиру)